# AT1-Antagonist
AT1-Antagonisten oder Angiotensin 1-Rezeptorblocker (ARB, Angiotensin-II-Rezeptor-Subtyp-1-Antagonisten, AT1-Rezeptorantagonisten, AT1-Blocker, AT1-Rezeptorblocker, Sartane) sind Arzneistoffe, die zur Behandlung von Bluthochdruck oder Herzinsuffizienz eingesetzt werden.

Strukturformel des AT_{1}-Antagonisten Losartan

## Eigenschaften
AT1-Antagonisten wirken als spezifische Hemmstoffe des Angiotensin-II-Rezeptors (Subtyp 1), der normalerweise eine Erhöhung des Blutdrucks bewirkt. Einige AT1-Antagonisten besitzen zudem Zulassungen für die chronische Herzinsuffizienz (Valsartan, Candesartan, Losartan), den Zustand nach Herzinfarkt (Valsartan) und die diabetische Nephropathie (im Rahmen der Hypertoniebehandlung – Losartan, Irbesartan). Die Substanzgruppe ist eine Weiterentwicklung der ACE-Hemmer und seit 1995 am Markt. Gegenüber den ACE-Hemmern bietet sie im Wesentlichen den Vorteil, dass deren häufigste Nebenwirkung, der trockene Reizhusten, deutlich seltener auftritt.

## Chemische Grundlagen
Die einzelnen Wirkstoffe sind chemisch relativ eng miteinander verwandt. Es handelt sich jeweils um Weiterentwicklungen der Muttersubstanz Losartan, das der erste nicht-peptidische AT1-Antagonist war. Alle AT1-Antagonisten zeigen eine mehr als 10.000-fache Selektivität für den AT1-Rezeptor im Vergleich zum AT2-Rezeptor. Mit Ausnahme von Valsartan haben die AT1-Antagonisten entweder ein Imidazol- oder Benzimidazol-Grundgerüst. Außerdem besitzen bis auf Eprosartan alle AT1-Antagonisten ein Biphenylsystem. An dieses ist entweder noch eine Carboxygruppe gebunden oder ein Tetrazolring, welcher als sogenannter Bioisoster sehr ähnliche chemische Eigenschaften wie eine Carbonsäure hat, aber verglichen mit der Carboxyfunktion aufgrund geringerer Polarität zu besserer oraler Bioverfügbarkeit führt.

## Wirkungsmechanismus (Pharmakodynamik)
Die Sartane wirken als spezifische Hemmstoffe (Antagonisten) am Subtyp 1 des Angiotensin-II-Rezeptors. Angiotensin II ist ein körpereigenes Hormon, das durch Katalyse des Angiotensin Converting Enzyme (ACE) aus Angiotensin I entsteht. Chemisch gesehen ist Angiotensin I ein Peptid, das durch Renin von dem Vorläuferprotein Angiotensinogen abgespalten wird.
Die Wirkung von Angiotensin II wird über zwei verschiedene Rezeptor-Subtypen vermittelt (AT1 und AT2). Die hauptsächliche blutdrucksteigernde Wirkung entsteht nach Bindung des Angiotensin II an die AT1-Rezeptoren. Dadurch bewirken Zellen der glatten Gefäßmuskulatur in den Arteriolen ein direktes Zusammenziehen der Gefäßmuskeln und damit eine Gefäßverengung. Der periphere Gefäßwiderstand erhöht sich und der Blutdruck steigt. In den Nieren kommt es daraufhin auch zu einer verminderten Durchblutung. Die Erhöhung des Blutdrucks wird zusätzlich gefördert durch eine AT1-Rezeptor-vermittelte verstärkte Rückresorption von Natriumionen in den proximalen Tubuluszellen der Nephronen in den Nieren. Diese Rückresorption wird nochmals verstärkt durch die Erhöhung der Aldosteronsynthese in der Nebennierenrinde. Der verringerte Verlust von Natriumionen führt schließlich dazu, dass auch weniger Wasser über die Niere ausgeschieden wird, das Blutvolumen damit vergrößert wird und der Blutdruck steigt.
Die AT1-Antagonisten haben gegenüber den ACE-Hemmern, die auch die Blutdruck erhöhende Wirkung des Angiotensin II verhindern, einen Vorteil, weil sie deutlich seltener einen trockenen Husten als Nebenwirkung verursachen. Der Grund liegt darin, dass das Angiotensin Converting Enzyme auch den Abbau von entzündungsfördernden Bradykininen katalysiert. Auch ein Angioödem, das als seltene Nebenwirkung von ACE-Hemmern auftreten kann, kommt unter einer Therapie mit einem AT1-Antagonisten deutlich seltener vor. Trotzdem sollten Patienten, die das potenziell lebensbedrohliche Angioödem unter ACE-Hemmern als Nebenwirkung erlitten haben, nicht mit AT1-Antagonisten behandelt werden.
AT2-Rezeptoren werden als Gegenspieler des weitaus häufiger anzutreffenden AT1-Subtyps gesehen. Ihnen werden positive Eigenschaften in der Gefäßwandfunktion zugeschrieben. Nach Blockade der AT1-Rezeptoren durch AT1-Blocker stimuliert das durch ein negatives Feedback erhöhte Angiotensin II verstärkt die AT2-Rezeptoren und könnte so für über die Blutdrucksenkung hinausgehende organprotektive Eigenschaften der AT1-Blocker verantwortlich sein.

## Aufnahme und Verteilung im Körper (Pharmakokinetik)
AT1-Antagonisten werden nach oraler Aufnahme im Dünndarm resorbiert. Die Ausscheidung erfolgt entweder direkt über die Gallenwege in den Darm, einige Wirkstoffe werden zuvor in der Leber verstoffwechselt. Sämtliche AT1-Antagonisten werden nur zu einem geringen Teil über die Niere ausgeschieden. Dies erklärt die weitgehende Unabhängigkeit der Dosierung von einer möglichen Niereninsuffizienz.

## Unerwünschte Wirkungen (Nebenwirkungen)
Insgesamt sind AT1-Antagonisten gut verträglich und haben wenig Nebenwirkungen. Häufige Nebenwirkungen der AT1-Antagonisten sind Kopfschmerzen, Schwindel, Müdigkeit; es kann zu einer erhöhten Konzentration von Kalium im Blut (Hyperkaliämie) kommen. Wegen des fehlenden Aldosterons in den Sammelrohren der Niere werden keine ENac-Kanäle mehr eingebaut, wodurch normalerweise im Ausgleich zur Na+-Aufnahme K+ sezerniert wird.
Selten, im Vergleich zu den geläufigeren ACE-Hemmern jedoch noch weniger häufig, tritt ein Angioödem (Quincke-Ödem) auf, das besonders beim Anschwellen von Zungengrund, Mundboden oder Kehlkopf zu lebensbedrohlichen Zuständen führen kann. Dies tritt als Folge des Überschusses an Bradykinin auf, welches im Normalfall durch das ACE inaktiviert wird. Bradykinin hat eine gefäßerweiternde und permeabilitätserhöhende Wirkung.

## Angebliches Krebsrisiko
In einer 2010 veröffentlichten Metaanalyse aller öffentlich zugänglichen Studien zu Sartanen zufolge stieg das Risiko, innerhalb der Nachbeobachtungszeit (im Mittel 4 Jahre) neu an Krebs zu erkranken, von 6,0 auf 7,2 % an (signifikant),– daran zu sterben allerdings nur von 1,6 auf 1,8 % (nicht-signifikant). Bezogen auf einzelne solide Tumoren war nur das Risiko für Lungenkrebs signifikant erhöht (0,9 statt 0,7 %). 85 % (30.014) erhielten als Studienmedikament Telmisartan. Experimentelle Studien weisen auf einen Einfluss des Renin-Angiotensin-Systems auf Zellwachstum, Gefäßneubildung und Tumor-Progression hin. Gesamt-Sterblichkeit und Lebensqualität waren nicht Gegenstand dieser Untersuchung.
In einer 2011 erschienenen Network-Metaanalyse wurden dieselben öffentlichen Studien einbezogen sowie einige andere, um eine bessere Aussagekraft zu bewerkstelligen. Die Wissenschaftler erfassten zur Neuberechnung Daten von mehr als 324.000 Patienten und überprüften damit den Zusammenhang zwischen der Einnahme von blutdrucksenkenden Mitteln und einem erhöhten Risiko, an Krebs zu erkranken. Das Ergebnis war, dass das erhöhte Krebsrisiko durch ARBs (Angiotensin-II-Rezeptorblocker) widerlegt wurde und nur bei Patienten, die gleichzeitig Sartane und ACE-Hemmer eingenommen hatten, dieses Risiko nicht ausgeschlossen werden konnte.
Der Ausschuss für Humanarzneimittel (CHMP) der Europäischen Arzneimittelagentur (EMA) kam 2012 nach Auswertung aller zugänglichen Daten zu dem Ergebnis, dass sich der Verdacht auf ein leicht erhöhtes Risiko für das Auftreten von Krebserkrankungen im Zusammenhang mit der Anwendung von Angiotensin-II-Rezeptor-Antagonisten (ARBs oder Sartanen) nicht bestätigt hat (siehe auch Valsartan-Skandal).

## Wechselwirkungen mit anderen Medikamenten
Die Wirkung wie auch Nebenwirkungen anderer blutdrucksenkender Medikamente können verstärkt werden. Insbesondere die Kombination mit ACE-Hemmern wird seit 2011 nicht mehr empfohlen, da hier vermehrt Nierenfunktionsstörungen auftraten.
Von der Kombination mit dem Renin-Inhibitor Aliskiren wurde 2011 insbesondere bei Diabetikern und Patienten mit bekannter Niereninsuffizienz abgeraten.
Durch gleichzeitige Einnahme von Indometacin oder Acetylsalicylsäure (ASS) kann die Wirkung von AT1-Antagonisten abgeschwächt werden.

## Gegenanzeigen und Anwendungsbeschränkungen
- chronische Niereninsuffizienz mit weitgehendem Verlust der Nierenfunktion
- Schwangerschaft und Stillzeit
- beidseitige Nierenarterienstenose (Verengung der Nierenschlagader)
- Hyperkaliämie (Erhöhung des Kaliums im Blut)
- schwere Leberfunktionsstörungen, Gallenstau
- primärer Hyperaldosteronismus (Conn-Syndrom)
- vorausgegangenes Angioödem (Quincke-Ödem) unter der Einnahme von ACE-Hemmern.

## Bedeutung, Vor- und Nachteile der AT1-Antagonisten
Das wesentliche Anwendungsgebiet dieser Wirkstoffgruppe ist der Bluthochdruck (alle), die chronische Herzinsuffizienz (nur Valsartan, Candesartan und Losartan) und der Zustand nach Herzinfarkt (nur Valsartan) oder eine Kombination aus diesen Erkrankungen und zusätzlichen Risikofaktoren wie Diabetes mellitus.
Von Vorteil ist längere Wirkdauer und die etwas bessere Verträglichkeit im Vergleich zu den ACE-Hemmern und die daraus resultierende höhere Einnahmetreue (= Compliance) der Patienten.
Wegen des höheren Preises werden AT1-Antagonisten eher dann verschrieben, wenn ein ACE-Hemmer angezeigt wäre, jedoch nicht vertragen wird.

## Nachweis im Trinkwasser und Umweltbelastung
Die Häufigkeit der Anwendung und die Persistenz der Wirkstoffe führt zu einem Übertritt ins Trinkwasser, da die Stoffe durch die bisherigen Reinigungsverfahren nicht hinreichend entfernt werden können. Der Nachweis erfolgt durch Kopplung der HPLC mit der Massenspektrometrie.
Das Gremium zur Bewertung der Relevanz von Spurenstoffen in Gewässern hat die Gruppe der acht in Deutschland als Humanarzneimittel zugelassenen Sartane (Valsartan, Olmesartan, Irbesartan, Losartan, Candesartan, Telmisartan, Azilsartan und Eprosartan) in seiner Sitzung am 28. Juni 2023 als „relevanten Spurenstoff“ eingestuft. Für diese Stoffe werden in einem nächsten Schritt Maßnahmen zur Minderung der Umweltbelastungen erarbeitet. Die Gruppe der Sartane ist danach als reproduktionstoxisch eingestuft. Aufgrund des gleichen molekularen Angriffspunkts ist eine additive Toxizität der verschiedenen Sartane auch bei (wirbellosen) Tieren nicht auszuschließen. Deswegen wurden die Sartane als Gruppe bewertet. Die Sartane (außer Azilsartan) werden im hohen ng/L- bis niedrigen μg/L-Bereich in deutschen Oberflächengewässern detektiert. Zudem sind die meisten Sartane mobil und selbst oder deren Abbauprodukt persistent.

## Einzelstoffe
Folgende Vertreter aus der Gruppe der Sartane sind bekannt:
- Azilsartan (Prodrug: Azilsartanmedoxomil)
- Candesartan (Prodrug: Candesartancilexetil)
- Eprosartan
- Fimasartan
- Irbesartan
- Losartan
- Milfasartan
- Olmesartan (Prodrug: Olmesartanmedoxomil)
- Pomisartan
- Pratosartan
- Ripisartan
- Saprisartan
- Tasosartan
- Telmisartan
- Valsartan

Von diesen werden Azilsartan, Candesartan, Eprosartan, Irbesartan, Losartan, Olmesartan, Telmisartan und Valsartan therapeutisch verwendet.